# NGC 3183
NGC 3183 (другие обозначения — NGC 3218, IRAS10176+7425, UGC 5582, ZWG 333.23, MCG 12-10-28, ZWG 351.18, PGC 30323) — спиральная галактика с перемычкой (морфологический тип по Вокулёру SB(s)bc) в созвездии Дракона. Открыта Уильямом Гершелем в 1801 году.
Этот объект входит в число перечисленных в оригинальной редакции «Нового общего каталога». Он занесён в «Новый общий каталог» дважды, с обозначениями NGC 3183 и NGC 3218. Гершель при открытии объекта неверно указал координаты, и его наблюдение попало в «Новый общий каталог» как NGC 3218. В 1865 году галактику наблюдал Генрих Луи Д'Арре и указал правильные координаты, его наблюдение получило идентификатор NGC 3183.
Галактика NGC 3183 входит в состав группы галактик NGC 3147. Помимо NGC 3183 в группу также входят NGC 3147, NGC 3194 и UGC 5686.
Галактика обращена диском к наблюдателю. На фотоизображениях видна яркая овальная перемычка, в которую включены пылевые полосы и слегка более яркое округлое ядро. Из концов перемычки выходят два тонких основных спиральных рукава. Две меньшие, возможно спутниковые, галактики находятся на расстоянии 1,0′ и 2,25′ к северо-северо-востоку от ядра. При визуальном наблюдении в любительский телескоп видна большая и довольно яркая галактика; перемычка хорошо видна как яркая, вытянутая полоса, ориентированная с восток-юго-востока на запад-северо-запад и погружённая в более тусклое овальное светящееся гало, ориентированное под тем же углом. Внешний ореол является рассеянным и довольно плохо очерченным. Рядом с галактикой или в проекции на неё находятся несколько слабых звёзд поля. Гершель наблюдал этот объект 2 апреля 1801 года и описал его таким образом: «Весьма яркая, весьма большая, легко разрешимая». Последний комментарий, вероятно, связан с тусклыми звёздами поля неподалёку. Радиальная скорость: 3214 км/с. Расстояние: 132 млн световых лет. Диаметр: 96 тыс. световых лет.